# 도미시
도미시(일본어: 東御市)는 일본 나가노현 동부에 있는 시이다. 2004년 4월 1일에 지사가타군(小県郡) 도부정(東部町)과 기타사쿠군(北佐久郡) 기타미마키촌(北御牧村)이 통합하여 인구 3만여 명의 시로 발족했다. 시 이름은 도부정의 "東"(도) 자와 기타미마키촌의 "御"(미) 자를 따서 명명한 것이다.
중앙부에는 시나노강의 상류인 지쿠마강(千曲川)이 흐르고 있고, 북부는 유노마루산(湯ノ丸山) 등 해발 2,000m를 넘는 산들이 연속하고 군마현과의 경계가 되고 있다. 현 경계 부근에는 유노마루 스키장이 있다.

## 인접한 자치체
- 나가노현
  - 우에다시, 고모로시, 사쿠시
  - 기타사쿠군 다테시나정

- 군마현
  - 아가쓰마군 쓰마고이촌

## 역사
- 1889년 4월 1일 - 정촌제 시행으로 기타사쿠군 기타미마키촌이 성립하였다.
- 1956년 9월 30일 - 지사가타군의 1정 2촌이 합병해 도부정이 성립하였다.
- 2004년 4월 1일 - 지사가타군 도부정, 기타사쿠군 기타미마키촌이 합병해 도미시가 탄생하였다.

## 교통

### 철도
- 시나노 철도 시나노 철도선

### 도로
- 조신에쓰 자동차도
- 국도 18호선

## 인구
|                                            | |
| 도미시의 전국의 연령별 인구 분포（2005년） | 도미시의 연령·남녀별 인구 분포（2005년）                                                                                  |
| ■자주색 ― 도미시 ■녹색 ― 일본전국          | ■파랑색 ― 남자 ■빨간색 ― 여자                                                                                             |
| · 도미시（에 해당되는 지역）의 인구추이    | |
| 일본 총무성 통계국 국세조사 결과           | |
|                                            | 이 그래프는 더 이상 지원되지 않는 레거시 그래프 확장 기능을 사용하고 있습니다. 새로운 차트 확장 기능으로 변환해야 합니다. |

## 기후
| 도미시의 기후                                                | 도미시의 기후 | 도미시의 기후 | 도미시의 기후 | 도미시의 기후 | 도미시의 기후 | 도미시의 기후 | 도미시의 기후 | 도미시의 기후 | 도미시의 기후 | 도미시의 기후 | 도미시의 기후 | 도미시의 기후 | 도미시의 기후   |
| 월                                                           | 1월           | 2월           | 3월           | 4월           | 5월           | 6월           | 7월           | 8월           | 9월           | 10월          | 11월          | 12월          | 연간            |
| ------------------------------------------------------------ | ------------- | ------------- | ------------- | ------------- | ------------- | ------------- | ------------- | ------------- | ------------- | ------------- | ------------- | ------------- | --------------- |
| 역대 최고 기온 °C (°F)                                       | 14.2 (57.6)   | 18.1 (64.6)   | 22.6 (72.7)   | 27.6 (81.7)   | 30.1 (86.2)   | 30.8 (87.4)   | 33.6 (92.5)   | 33.5 (92.3)   | 31.6 (88.9)   | 27.4 (81.3)   | 21.8 (71.2)   | 19.8 (67.6)   | 33.6 (92.5)     |
| 일평균 최고 기온 °C (°F)                                     | 2.4 (36.3)    | 3.6 (38.5)    | 8.0 (46.4)    | 14.7 (58.5)   | 20.0 (68.0)   | 22.9 (73.2)   | 26.6 (79.9)   | 27.8 (82.0)   | 23.2 (73.8)   | 17.1 (62.8)   | 11.7 (53.1)   | 5.6 (42.1)    | 15.3 (59.5)     |
| 일일 평균 기온 °C (°F)                                       | −2.6 (27.3)   | −2.0 (28.4)   | 1.9 (35.4)    | 8.0 (46.4)    | 13.5 (56.3)   | 17.2 (63.0)   | 21.1 (70.0)   | 21.8 (71.2)   | 17.6 (63.7)   | 11.3 (52.3)   | 5.7 (42.3)    | 0.3 (32.5)    | 9.5 (49.1)      |
| 일평균 최저 기온 °C (°F)                                     | −7.4 (18.7)   | −7.1 (19.2)   | −3.6 (25.5)   | 1.8 (35.2)    | 7.5 (45.5)    | 12.6 (54.7)   | 17.0 (62.6)   | 17.6 (63.7)   | 13.4 (56.1)   | 6.7 (44.1)    | 0.6 (33.1)    | −4.4 (24.1)   | 4.6 (40.2)      |
| 역대 최저 기온 °C (°F)                                       | −14.3 (6.3)   | −15.9 (3.4)   | −13.2 (8.2)   | −9.3 (15.3)   | −3.3 (26.1)   | 2.4 (36.3)    | 8.3 (46.9)    | 6.8 (44.2)    | 2.2 (36.0)    | −2.9 (26.8)   | −8.7 (16.3)   | −13.8 (7.2)   | −15.9 (3.4)     |
| 평균 강수량 mm (인치)                                        | 31.8 (1.25)   | 33.2 (1.31)   | 60.6 (2.39)   | 62.2 (2.45)   | 86.8 (3.42)   | 120.5 (4.74)  | 156.4 (6.16)  | 122.4 (4.82)  | 146.3 (5.76)  | 118.3 (4.66)  | 46.6 (1.83)   | 28.3 (1.11)   | 1,013.2 (39.89) |
| 평균 강수일수 (≥ 1.0 mm)                                     | 5.7           | 6.0           | 8.1           | 8.3           | 9.2           | 11.7          | 13.7          | 11.0          | 10.3          | 8.9           | 6.2           | 5.8           | 104.9           |
| 평균 월간 일조시간                                           | 179.4         | 184.7         | 203.6         | 209.0         | 217.6         | 157.3         | 168.2         | 193.1         | 149.5         | 164.7         | 174.0         | 180.1         | 2,181.1         |
| 출처: 일본 기상청 (평년값: 1991년~2020년, 극값: 1978년~현재) |               |               |               |               |               |               |               |               |               |               |               |               |                 |